# Aderus aequinoctialis
Aderus aequinoctialis é uma espécie de Coleoptera da família Aderidae. A espécie foi descrita cientificamente por George Charles Champion em 1890.

## Distribuição geográfica
Habita em México , Guatemala, Panamá, Brasil e São Vicente.